# Perameles bowensis
Perameles allinghamensis  (лат.) — вымерший вид из рода длинноносых бандикутов семейства бандикутовые. Жил в Австралии в позднем плиоцене. Останки обнаружены в Веллингтоновских пещерах в Новом Южном Уэльсе.
Длина тела была около 20 см. Ближайшим родственником являлся недавно открытый в юго-восточном Квинсленде ископаемый вид Perameles sobbei (Price & Gilbert, 2002), живший в плейстоцене.